# Twórczość (журнал)
Twórczość (рус. «Тву́рчосьц», с пол. — «Творчество») — польский литературный журнал, выходящий с августа 1945 года в Кракове и с апреля 1950 года – в Варшаве.
Журнал публикует новинки польской литературы. На страницах журнала публикуются литературоведческие статьи, связанные с литературной критикой, эссе, посвящённые польской и зарубежной литературе.
Важнейшей рубрикой в истории журнала был ежемесячный осмотр статей периодической печати под названием «Przeglądy Prasy». Эта рубрика выходила с 1968 года. Позднее эта рубрика была переименована в «Kroniki Dedala», которую до 1984 года вёл критик Анджей Киёвский. С 1977 по 2005 год в журнале регулярно в рубрике «Czytane w maszynopisie». публиковал свои сочинения эссеист Генрик Береза.
С 1994 года по марта 2010 года журнал издавался Национальной библиотекой Польши. С апреля 2010 года его издаёт Институт книги.

## Редакторы
Главными редакторами журнала последовательно были Казимеж Выка, Адам Важик, Ярослав Ивашкевич, Ежи Лисовский и Богдан Задура.
С 2021 года главным редактором является Матеуш Вернер.